# Apium
Apium l. è un genere di piante della famiglia delle Apiacee.

## Tassonomia
Il genere comprende le seguenti specie:
- Apium annuum P.S.Short
- Apium australe Thouars
- Apium chilense Hook. & Arn.
- Apium commersonii DC.
- Apium fernandezianum Johow
- Apium graveolens L.
- Apium insulare P.S.Short
- Apium larranagum M.Hiroe
- Apium panul (Bertero ex DC.) Reiche
- Apium prostratum Labill. ex Vent.
- Apium santiagoensis M.Hiroe
- Apium sellowianum H.Wolff